# Устройство электронной сигареты
Электронная сигарета — это портативный испаритель, работающий от аккумуляторной батареи, который имитирует курение, исключая процесс сжигания табака.
Детали электронной сигареты включают в себя мундштук («дрип-тип»), картридж (ёмкость для хранения жидкости), нагревательный элемент/атомайзер, микропроцессор, аккумулятор, а некоторые модели имеют на конце светодиодный индикатор. Атомайзер состоит из небольшого нагревательного элемента, иначе говоря, спирали, испаряющей жидкость для электронных сигарет, и влагоотводящего материала, который подводит жидкость к спирали. Когда пользователь делает вдох, датчик расхода воздуха активирует нагревательный элемент, распыляющий жидкость, однако в большинстве устройств спираль активируется вручную нажатием кнопки. Распыленная жидкость достигает температуры примерно 100—250 °C (212—482 °F) внутри корпуса для образования аэрозоля (пара). Пользователь вдыхает не сигаретный дым, а аэрозоль — его обычно, хотя и неточно, называют паром. Процесс вейпинга отличается от курения, хотя есть и некоторое сходство, в том числе поднесение руки ко рту при курении и зрительное восприятие аэрозоля, напоминающего сигаретный дым. Генерируемый аэрозоль имеет соответствующий вкус и создает ощущение, напоминающее курение табака. Правильное использование электронных сигарет требует опыта. Электронные сигареты часто имеют форму обычных сигарет, но существует и множество других вариаций. Бывают также электронные сигареты, внешне напоминающие ручки или USB-накопители — их можно использовать незаметно.
Существует три основных типа электронных сигарет: cigalike, похожие на обычные сигареты, eGo, крупнее по сравнению с cigalike, имеющие резервуар для жидкости многоразового использования, а также модели, собираемые из различных готовых деталей или создаваемые путем модификации существующих продуктов. Электронные сигареты бывают одноразовыми или с перезаряжаемыми аккумуляторными батареями и сменными никотиновыми картриджами. Электронная сигарета типа cigalike состоит из картомайзера, подключённого к батарее. Картомайзер (объединение слов «картридж» и «атомайзер») состоит из атомайзера, окруженного пропитанной жидкостью полимерной пеной, которая удерживает жидкость. Клиромайзеры, незначительно отличающиеся от картомайзеров, имеют прозрачный резервуар, в который вставляется атомайзер. Обслуживаемый атомайзер, или RBA, позволяет пользователям самим собирать фитиль и наматывать спираль вместо установки нового готового испарителя. Источник питания — важнейший компонент электронной сигареты. Часто в его роли выступает перезаряжаемый литий-ионный аккумулятор.
Индустрия электронных сигарет бурно развивается, новые продукты постоянно разрабатываются и выводятся на рынок. Электронные сигареты первого поколения, как правило, похожи на обычные сигареты, поэтому их называют cigalike. Большинство из них по дизайну напоминают сигареты, но с некоторыми различиями в размерах. Электронные сигареты второго поколения в целом крупнее, ввиду чего меньше похожи на классические сигареты. В электронных сигаретах третьего поколения используются механические устройства (мехмоды) и устройства с переменным напряжением (варивольт). Устройство электронных сигарет четвёртого поколения отличается наличием баков со спиралями низкого сопротивления (сабомные баки) и устройств с температурным контролем. Напряжение тока в электронных сигаретах первого поколения составляет около 3,7 В, в электронных сигаретах второго поколения его можно регулировать от 3 В до 6 В, а в более современных устройствах ‒ и до 8 В. Наиболее современное поколение электронных сигарет ‒ это pod-моды, которые обеспечивают более высокий уровень никотина, чем обычные электронные сигареты, за счет распыления никотина в протонированной форме.
Жидкость для электронных сигарет обычно содержит пропиленгликоль, глицерин, никотин, ароматизаторы, добавки и различное количество примесей. Рецептуры таких жидкостей заметно различаются из-за быстрого роста рынка и изменений в конструкциях электронных сигарет. Состав жидкостей для электронных сигарет с такими добавками, как никотин и ароматизаторы, различается у разных производителей и в рамках их ассортимента. Жидкость обычно на 95 % состоит из пропиленгликоля и глицерина, а остальные 5 % составляют ароматизаторы, никотин и другие добавки. Есть жидкости и без содержания пропиленгликоля, никотина и ароматизаторов. Ароматизаторы могут быть натуральными, искусственными или органическими. В жидкостях для электронных сигарет обнаружено более 80 химических веществ, в том числе формальдегид и металлические наночастицы. В США и в мире существует множество производителей жидкостей для электронных сигарет, в 2018 году было выпущено более 15 500 их разновидностей. Согласно правилам Управления по контролю за продуктами питания и лекарствами США (FDA) производители жидкостей обязаны соблюдать ряд производственных стандартов. Пересмотренная Директива ЕС о табачных изделиях содержит ряд стандартов для жидкостей. Определённые отраслевые стандарты были также разработаны и опубликованы Американской ассоциацией стандартов производства жидкостей для электронных сигарет (AEMSA).

## Применение

### Функционал
Электронная сигарета ‒ это портативный испаритель на батарейках, который имитирует курение, исключая процесс сжигания табака. Когда пользователь делает вдох, поток активирует датчик расхода воздуха, после чего нагревательный элемент распыляет жидкость. Используются различные типы датчиков срабатывания: акустические, датчики давления, сенсорные, емкостные, оптические, датчики Холла и электромагнитные. Большинство устройств оснащены кнопками для включения и выключения. Электронную сигарету нельзя активировать поджиганием.
Распыленная жидкость достигает температуры примерно 100‒250 °C внутри корпуса, образуя аэрозоль. Устройства с переменным напряжением способны обеспечивать более высокую температуру. Жидкость, содержащая только глицерин, испаряется при более высокой температуре, чем жидкость, содержащая смесь пропиленгликоля с глицерином. Пользователь вдыхает не сигаретный дым, а аэрозоль — его обычно, хотя и неточно, называют паром. Электронные сигареты не выделяют пар в промежутках между затяжками.

### Восприятие
Вейпинг отличается от курения табака, хотя в поведении потребителей электронных сигарет и курильщиков есть некоторое сходство, например поднесение руки ко рту. Пар также внешне напоминает сигаретный дым. Аэрозоль, производимый электронными сигаретами, имеет вкус и создает ощущение, напоминающее курение табака. Заметную разницу между традиционной и электронной сигаретой демонстрирует осязание. Обычная сигарета — гладкая и лёгкая, тогда как электронная — жесткая, холодная и более тяжёлая. С точки зрения замысловатости процесса вейпинг более сложен по сравнению с курением традиционных сигарет, поэтому для их правильного использования электронных сигарет необходим определённый опыт.
Если сравнивать с традиционным курением, затяжка электронной сигаретой значительно длиннее и глубже. К 2012 году объём пара, производимого электронными сигаретами, снизился: для создания того же объёма пара требуется более сильная затяжка. Электронные сигареты нового поколения с высококонцентрированными никотиновыми жидкостями обеспечивают доставку никотина в организм на уровне, аналогичном традиционным сигаретам. Многие модели электронных сигарет имеют настраиваемую мощность для регулировки объёма выделяемого пара. Объём генерируемого пара ограничивается мощностью аккумулятора, что побуждает некоторых пользователей переделывать свои устройства с целью увеличить мощность аккумулятора. Большее процентное содержание глицерина в жидкости также способствует образованию большего объёма пара.

## Детали одноразовой электронной сигареты
Одноразовая электронная сигарета состоит из нескольких основных компонентов, которые в комплексе обеспечивают процесс парообразования. Это аккумулятор, атомайзер и жидкость, и каждый из этих компонентов играет свою роль в функциональности устройства.

### Аккумуляторная батарея
Аккумуляторная батарея — это сердце одноразовой электронной сигареты, она обеспечивает необходимую мощность для нагрева жидкости. Обычно это небольшой неперезаряжаемый литий-ионный элемент, который даёт ток, когда пользователь делает затяжку. Аккумуляторная батарея имеет первостепенное значение, поскольку она запускает процесс, подавая питание на атомайзер.

### Атомайзер
Атомайзер — это нагревательный элемент, ответственный за преобразование жидкости в пар. Когда аккумулятор подает питание на атомайзер, происходит быстрый нагрев до определённой температуры, в результате чего жидкость испаряется. Данный компонент является ключевым для работы одноразовых электронных сигарет, он гарантирует быстрое и равномерное испарение жидкости.

### Жидкость
Жидкость для электронных сигарет, или вейп-сок, представляет собой раствор, содержащий пропиленгликоль (PG), глицерин (VG), ароматизаторы и опционально никотин. Одноразовая электронная сигарета заполняется жидкостью перед отправкой с завода. Жидкость образует пар при нагревании в атомайзере. Процентное соотношение PG и VG влияет на ощущения при попадании в горло (эффект «удара по горлу», тротхит) и объём выделяющегося пара, в то время как ароматизаторы определяют его вкус.

## Конструкция
Электронные сигареты бывают разных видов. Некоторые имеют форму обычных сигарет, другие — ручек, третьи — различных емкостей. Существует три основных типа электронных сигарет: cigalike, похожие на обычные сигареты, eGo, крупнее по сравнению с cigalike, имеющие резервуар для жидкости многоразового использования, а также модели, собираемые из различных готовых деталей или создаваемые путем модификации существующих продуктов
Компоненты электронной сигареты — это мундштук, картридж (емкость для хранения жидкости), нагревательный элемент/атомайзер, микропроцессор, аккумулятор, в некоторых случаях — светодиодный индикатор на конце. Электронные сигареты бывают одноразовые и многоразовые, последние составляют большинство. Их цена может составлять и менее 10, и более 200 долларов. Стоимость многоразовой электронной сигареты начального уровня ‒ примерно 25 долларов.
Одноразовые электронные сигареты утилизируются после того, как жидкость в картридже израсходована. Многоразовые электронные сигареты можно использовать повторно. Стоит, однако, заметить, что даже многоразовые сигареты (pod-моды, то есть системы с использованием одноразовых капсул) — источник мусора. Существуют проекты по предотвращению попадания использованных капсул в окружающую среду (например, системы сдачи пустых капсул), но стоит помнить, что окурки также загрязняют природу. Неразборные устройства, как правило, одноразовые.
Электронные сигареты обычно представляют собой конструкцию, состоящую из одной, двух, трёх или нескольких частей. Одноразовой электронной сигареты хватает примерно на 400 затяжек. Многоразовые электронные сигареты заправляются вручную, или пустые картриджи заменяются на новые, заправленные на заводе, при этом требуется общая чистка устройства. Существует широкий ассортимент одноразовых и многоразовых электронных сигарет. Одноразовую электронную сигарету можно приобрести всего за несколько долларов, в то время как более дорогие многоразовые электронные сигареты могут требовать значительных затрат на покупку стартового набора. На кончике некоторых электронных сигарет есть светодиодный индикатор, имитирующий огонек тлеющего табака. Светодиод также может показывать состояние аккумулятора. В персональных испарителях и модах таких светодиодных индикаторов чаще всего нет.
Электронные сигареты первого поколения, как правило, внешне и по характеру использования имитировали традиционные курительные изделия, такие как сигареты и сигары. Электронные сигареты новых поколений, обычно называемые модами, PV (personal vaporizer, персональный испаритель) или APV (advanced personal vaporizer, продвинутый персональный испаритель), обладают улучшенными характеристиками в части распыления никотина, имеют аккумуляторы большей емкости и выпускаются в различных формах — например, они могут напоминать металлические трубки и коробки. В их конструкции используются серебро, сталь, металлы, керамика, пластмассы, различные волокна, алюминий, резина и вспененные полимеры, а также литиевые батареи. Среди вейперов набирает популярность субкультура клаудчейзеров (любителей «облаков») — они настраивают свои атомайзеры так, чтобы те генерировали большие объёмы пара. Для этого используются нагревательные спирали с низким сопротивлением. Многие электронные сигареты собираются из стандартных элементов, которые взаимозаменяемы вне зависимости от бренда. Существует широкий спектр комбинаций. Многие электронные сигареты поставляются с зарядными устройствами USB. Для тех, кто хочет пользоваться электронными сигаретами незаметно, предлагаются устройства, напоминающие ручки или USB-накопители.
Растущее количество новых продуктов для вейпинга, имеющих и другие функции, свидетельствует о явной тенденции к индивидуализации электронных сигарет. Очевидно, опытным пользователям нравится настраивать электронные сигареты так, чтобы они отвечали их потребностям. Вследствие этого на рынке появились электронные сигареты с регулируемым воздушным потоком, а также атомайзеры с воздушными отверстиями разного размера. Эти опции представлены в ряде новейших моделей, которые для нагрева не требуют нажатия кнопки, а активируются благодаря перепаду давления, возникающему, когда пользователь делает затяжку. Другие новые устройства сочетают в себе функции электронных сигарет с другими электронными продуктами. Например, существует электронная сигарета с Bluetooth — её можно использовать по основному назначению, а также прослушивать с её помощью музыку или звонить друзьям. Есть и устройство, сочетающее в себе функции электронной сигареты и мобильного телефона.
Созданы приложения для смартфонов, которые отслеживают количество затяжек электронной сигаретой, помогают экономить средства и продлевать срок службы устройств, а также обеспечивают автоматическое отключение сигареты и защиту её паролем. Компания Philip Morris International подала заявку на патент на электронную сигарету, оснащенную средствами подключения к Wi-Fi и способную соединяться с другими устройствами. Это устройство может синхронизироваться с мобильным приложением, предназначенным для того, чтобы помогать людям бросить курить и следить за их успехами. Ещё один похожий продукт — Vaporcade Jupiter, «сотовый испаритель», сочетающий в себе смартфон и электронную сигарету. Он позволяет пользователю следить за использованием электронной сигареты, оставшейся жидкостью и её вкусом.

## Поколения устройств
Индустрия электронных сигарет продолжает развиваться, все новые продукты разрабатываются и выводятся на рынок. Первые устройства были похожи на традиционные сигареты, часто с маленьким светодиодным индикатором на кончике, который загорался, когда пользователь делал затяжку. Эти системы, как правило, были неэффективны при доставке никотина — отчасти из-за того, что частицы производимого ими аэрозоля были слишком велики, чтобы проникать глубоко в лёгкие. Более новые модели оснащаются сменными или многоразовыми резервуарами и аккумуляторными батареями. Они производят частицы меньшего размера и доставляют в организм пользователя никотин значительно эффективнее. Во многих странах использование электронных сигарет не регулируется, и конструкция устройств часто меняется. Электронные сигареты заметно различаются по качеству, это влияет на такие их свойства, как скорость воздушного потока, эффективность образования аэрозоля и утечка жидкости из картриджей.

### Первое поколение
Электронные сигареты первого поколения были запатентованы в 1927—1936 и 1963—1998 годах, но коммерчески успешными стали только в 2003 году. Внешне они, как правило, напоминают обычные сигареты и поэтому называются cigalike. Первоначально электронные сигареты типа cigalike состояли из трёх отдельных частей: картриджа, атомайзера и аккумулятора. Сегодня электронная сигарета типа cigalike состоит из картомайзера (картриджа-атомайзера), подключённого к аккумуляторной батарее. Большинство таких устройств похожи на обычные сигареты, но их размеры бывают разными.
Они могут представлять собой заключённый в трубку единый блок, содержащий батарею, катушку и наполнитель, пропитанный жидкостью. Такое устройство утилизируется после того, как разрядится аккумуляторная батарея или закончится жидкость. Также они могут быть и устройствами многоразового использования, состоящими из отдельной батареи и картриджа, называемого картомайзером. Картомайзер и аккумулятор можно разъединить для зарядки аккумуляторной батареи и замены картомайзера, в котором закончилась жидкость.
В батарейном отсеке может находиться электронный датчик расхода воздуха, срабатывающий при вдохе через устройство. В других моделях предусмотрена кнопка, которую необходимо удерживать во время затяжки. Также может присутствовать индикатор в кнопке питания или на торце устройства — он светится, когда устройство производит испарение.
Зарядка, как правило, осуществляется с помощью зарядного устройства с USB-разъемом, которое подключается к аккумулятору. Некоторые производители также выпускают портативные зарядные футляры в форме пачки сигарет (PCC), содержащие аккумулятор большего размера, от которого можно заряжать отдельные батареи. Многоразовые устройства могут поставляться в комплекте с аккумулятором, зарядным устройством и как минимум одним картриджем. В жидкостях содержатся различные концентрации никотина, а эффективность его доставки в организм пользователя также варьируется в зависимости от конструкции картомайзера, состава жидкости и мощности аккумулятора.
Конструктивные различия влияют на способ преобразования жидкого раствора в аэрозоль в электронных сигаретах и, следовательно, на содержание веществ, попадающих в организм пользователя и окружающий воздух. В электронных сигаретах первого поколения используется сравнительно низкое напряжение, около 3,7V.

### Второе поколение
Устройства второго поколения появились в 2013 году. Как правило, их выбирают опытные пользователи. В целом они крупнее и не особо напоминают традиционные сигареты. Чаще всего они состоят из двух секций — как правило, бака и отдельной аккумуляторной батареи. Их батареи имеют значительную емкость и обычно являются несменными. Их можно перезаряжать с помощью зарядного устройства с USB-разъемом, которое подключается к батарее с помощью резьбового разъема. Некоторые аккумуляторы имеют функцию сквозной передачи тока, поэтому их можно использовать даже во время зарядки.
В электронных сигаретах второго поколения обычно используется бак, также называемый клиромайзером. Клиромайзеры предназначены для повторного заполнения жидкостью для электронных сигарет, в отличие от картомайзеров. Поскольку они многоразовые, а аккумулятор перезаряжаемый, стоимость их эксплуатации ниже. С такими устройствами также можно использовать и заправленные на заводе картомайзеры.
В некоторых дешевых аккумуляторных секциях используется микрофон — он улавливает турбулентность проходящего воздуха и активирует устройство, когда пользователь делает затяжку. Другие аккумуляторы, такие как популярная модель eGo и её аналоги, могут содержать микросхему, а также кнопку для ручного включения. Светодиодный индикатор показывает состояние аккумулятора. При помощи кнопки питания также можно отключить аккумулятор, чтобы избежать случайной активации. Электронные сигареты второго поколения могут иметь сравнительно низкое напряжение, около 3,7V, однако в вариантах с регулируемым напряжением его можно изменять в диапазоне от 3V до 6V.

### Третье поколение
Третье поколение появилось в 2013 году, в него входят механические устройства (мехмоды) и устройства с переменным напряжением. Блоки, содержащие аккумуляторы, обычно называют «модами» — это отсылка к их прошлому, когда модификация устройств пользователями была обычным делом. Механические моды не содержат микросхем. Обычно они имеют цилиндрическую или коробчатую форму, а их корпус может быть сделан из дерева, алюминия, нержавеющей стали или латуни. Более крупный батарейный блок — боксмод — может вмещать аккумуляторы более крупного формата, а иногда и несколько сразу.
В механических модулях и вариаторах используются аккумуляторы большего размера, чем в устройствах предыдущих поколений. Обычно это аккумуляторы форматов 18350, 18490, 18500 и 18650. Аккумулятор в таких устройствах часто бывает съемным, и его можно заменить при разряде. Аккумулятор необходимо извлекать и заряжать при помощи отдельного зарядного устройства.
Отдельные устройства позволяют регулировать мощность тока, напряжение или и то, и другое. Они зачастую оснащены USB-разъемом для подзарядки; некоторые из них можно использовать во время зарядки — это называется функцией сквозной передачи (pass-through, пасстру).
Батарейные блоки могут иметь различные дополнительные функции, например, экран для отображения данных, поддержку различных типов аккумуляторов и совместимость с различными типами атомайзеров. Устройства третьего поколения могут комплектоваться обслуживаемыми атомайзерами с различными влагоотводящими материалами. В таких атомайзерах используются различные самодельные спирали, которые могут повысить выработку пара. Некоторые пользователи модифицируют устройства этого поколения для увеличения мощности или усиления вкуса.
С батарейными блоками большего размера можно использовать баки для жидкости большего объёма. Напряжение новейших устройств может достигать 8V, что позволяет нагревать жидкость значительно сильнее, чем в более ранних поколениях.

### Четвёртое поколение
Электронные сигареты четвёртого поколения появились в США в 2014 году. Эти устройства часто изготавливаются из нержавеющей стали и боросиликатного стекла и содержат очень мало пластика. К устройствам четвёртого поколения относятся сабомные баки и батарейные блоки с температурным контролем. Пользователи таких устройств часто делают длинные затяжки со значительным расходом жидкости. Обычно им отдают предпочтение опытные пользователи электронных сигарет.

## Атомайзер и бак
Атомайзер состоит из небольшого нагревательного элемента, испаряющего жидкость для электронных сигарет, и впитывающего материала, подводящего жидкость к спирали. Наряду с аккумулятором и жидкостью, атомайзер является основной составляющей каждого персонального испарителя. При подаче тока спираль, состоящая из проволоки высокого сопротивления, нагревается и испаряет жидкость, а пользователь вдыхает получаемый аэрозоль.
Электрическое сопротивление спирали, выходное напряжение устройства, поток воздуха из распылителя и эффективность подводящего жидкость материала — все это влияет на свойства пара, выходящего из атомайзера, в частности, на его количество и объём.
Спирали атомайзера, изготовленные из кантала (фехраля), обычно имеют сопротивление от 0,4 Ом до 2,8 Ом. Спирали с меньшим сопротивлением увеличивают выделение пара, однако если пользователь недостаточно разбирается в основных принципах электротехники и не понимает их связи с безопасностью, их применение может вызвать опасный отказ аккумулятора и даже возгорание.
Влагоотводящие материалы бывают разными. В обслуживаемых атомайзерах могут использоваться кремнезем, хлопок, вискоза, пористая керамика, конопляное и бамбуковое волокно, сетка из окисленной нержавеющей стали и даже металлические тросики.

### Картомайзеры
«Картомайзер» (объединение слов «картридж» и «атомайзер»), или «карто», состоит из распылителя, окруженного пенополиуретаном, пропитанным жидкостью для электронных сигарет. Такие модели могут иметь до 3 спиралей, и каждая увеличивает выработку пара. Картомайзер обычно утилизируется, когда жидкость для электронных сигарет приобретает привкус гари, что обычно происходит, когда электронная сигарета активируется с помощью сухой спирали. Также картомайзер выбрасывают, если вследствие отложений на проводящем элементе он начинает булькать при затяжке. Большинство картомайзеров можно заправлять и использовать неоднократно, даже если такая возможность не заявлена производителем.
Картомайзеры можно использовать как самостоятельно, так и в сочетании с резервуаром, обеспечивающим больший объём для жидкости. Для этого аксессуара был придуман термин «картобак». При использовании с таким резервуаром картомайзер вставляется в пластиковую, стеклянную или металлическую трубку, а по бокам его корпуса следует проделать отверстия или прорези, чтобы жидкость могла попадать на спираль.

### Клиромайзеры
Клиромайзер был создан в 2009 году на базе конструкции картомайзера.
Он объединяет влагоотводящий материал, емкость для жидкости и спираль атомайзера в прозрачном корпусе, что позволяет пользователю контролировать уровень жидкости в устройстве. Клиромайзеры похожи на картобаки в том смысле, что атомайзер вставляется внутрь резервуара. В клиромайзерах используются различные системы подведения жидкости к спирали.
В некоторых конструкциях для подачи жидкости к фитилю и спирали используется сила тяжести (например, клиромайзеры с расположением спирали в нижней части – боттом-койл), в других – капиллярный эффект или, в некоторой степени, смещение жидкости внутри бака при перемещении рук пользователя (клиромайзеры с расположением спирали в верхней части – топ-койл). Спираль и фитили обычно находятся внутри сменного узла-испарителя.
Клиромайзеры бывают с регулируемым расходом воздуха. Емкости могут быть пластиковыми или из боросиликатного стекла. Известно, что некоторые ароматизаторы, содержащиеся в жидкостях, способны повреждать пластиковые емкости клиромайзеров.

### Обслуживаемые атомайзеры
Обслуживаемый атомайзер (RBA) позволяет пользователю самостоятельно готовить фитиль и наматывать спираль вместо замены их готовыми фабричными испарительными элементами. Обычно такие атомайзеры считают устройствами для продвинутых пользователей. Они позволяют использовать атомайзер, контролируя уровень электрического сопротивления.
Такие атомайзеры делятся на две основные категории: обслуживаемые баки (RTA) и обслуживаемые дрипки (RDA).

#### Обслуживаемые баки
Атомайзеры-баки оснащены резервуаром для жидкости, которая впитывается фитилем. Они вмещают до 4 мл жидкости для электронных сигарет. Резервуар может быть пластиковым, стеклянным или металлическим. Особый подтип баков носит название «генезис». В таких атомайзерах для подведения жидкости к спирали могут использоваться керамические фитили, сетка из нержавеющей стали или тросик. Перед использованием стальной фитиль необходимо покрыть пленкой окислов, чтобы предотвратить образование дуги на спирали. Другой подтип – сабомные баки. Они оснащены испарительными элементами с обслуживаемыми базами. Также в них могут использоваться готовые фабричные испарители с сопротивлением 0,2 Ом, 0,4 Ом, 0,5 Ом. В таких испарителях могут быть установлены катушки из нержавеющей стали.

#### Обслуживаемые дрипки
Дрипка – это атомайзер, для обслуживания которого пользователь капает жидкость непосредственно на спираль и фитиль. Жидкости, используемые в дрипках, обычно имеют концентрацию никотина 3 мг и 6 мг и, как правило, содержат больше глицерина. Полностью пропитанный фитиль может обеспечить 10‒20 затяжек без заправки. Обычно такой атомайзер состоит только из базы (деки), которая чаще всего имеет три стойки с просверленными в них отверстиями, куда можно установить одну или несколько спиралей. Пользователь должен сам следить за тем, чтобы атомайзер оставался влажным, то есть капать жидкость прямо на фитиль и спираль, отсюда и название – дрипка (от англ. drip – капать).

#### Проволока высокого сопротивления
В RDA, RBA, RTA, клиромайзерах, баках и картомайзерах используются спирали из сплава кантал (фехраль). В сочетании с батарейными модами с температурным контролем можно также использовать никелевую и титановую проволоку.

### Сквонк-моды
Первое упоминание системы донной подачи жидкости «сквонк» восходит к 2009 году. Создание первого доступного к приобретению сквонк-мода приписывают участнику форума пользователей электронных сигарет ECF с никнеймом Carlos49. Сквонк-моды отличаются от других боксмодов конструкцией. В них имеется модифицированный резьбовой разъем стандарта 510 и флакон с жидкостью внутри корпуса. Пользователь нажимает на флакон через отверстие в устройстве, чтобы направить жидкость для электронных сигарет через трубочку внутрь присоединенного атомайзера. Лишняя жидкость всасывается обратно во флакон, когда пользователь перестает его сжимать.

### Pod-моды
Pod-моды нагревают жидкость, содержащую никотин, ароматизаторы и другие ингредиенты, в результате чего образуется аэрозоль. Pod-моды лёгкие, небольшие, и их можно использовать повторно. Pod-моды не требуют нажатия кнопки для активации. Использование pod-мода не требует специального обучения или опыта. В большинстве случаев пользователю достаточно открыть новую упаковку, вставить капсулу (pod) в устройство и начать его использовать. Такие моды заряжаются через USB-порт. На рынке представлено множество pod-модов самых разнообразных конфигураций.
Существует три категории pod-модов – открытые системы, закрытые системы и комбинированные варианты. Pod-моды доступны в разных цветовых и вкусовых вариантах. Во многих моделях этих устройств используются сменные емкости для жидкости, в составе которой могут быть пропиленгликоль, глицерин, бензойная кислота, никотин и искусственные ароматизаторы. Pod-моды бывают многоразовыми, а жидкость для них может иметь вкус сахарной ваты, крема для пончиков или мармеладных мишек. Продаются и капсулы, содержащие тетрагидроканнабинол (ТГК) – основное психоактивное химическое вещество марихуаны.
Pod-моды могут внешне напоминать USB-накопители, мобильные телефоны, визитницы и маркеры. Pod-моды имеют небольшой размер и выделяют меньшее количество аэрозоля, поэтому ими легко пользоваться незаметно. Существуют pod-моды, которые целиком помещаются в ладонь. Pod-моды новых поколений могут быть размером с фломастер. Pod-моды стоят примерно вдвое дешевле, чем более крупные электронные сигареты.
В новейшем поколении электронных сигарет, таких как Juul, используется жидкость с самым высоким содержанием никотина (до 59 мг/мл) – он содержится в ней в виде протонированной соли, а не в форме свободного основания, который использовался в жидкостях для устройств предыдущих поколений. Пар, производимый такими устройствами, легче вдыхать менее опытным пользователям. Pod-моды обеспечивают более высокий уровень никотина, чем обычные электронные сигареты. Одна капсула по содержанию никотина примерно эквивалентна одной пачке традиционных сигарет. На этикетках таких изделий указано, что капсулы содержат 59 мг/мл никотина, но фактически его уровень может быть значительно выше, например 75 мг/мл. С некоторыми pod-модами поставляется жидкость с более высоким уровнем никотина, чем у Juul, вплоть до 6,5%. Juul представила свой pod-мод в июне 2015 года. В 2018 году British American Tobacco сообщила изданию The Verge, что использует солевой никотин в жидкости под брендом Vuse, продаваемой в США с 2012 года.
Исследований солевого никотина проводилось не так много. Анализы показали, что капсулы марок Juul, Bo, Phix и Suorin содержат солевой никотин, растворенный в смеси пропиленгликоля и глицерина. Для получения никотиновой соли требуется никотиновое основание и слабая кислота, например бензойная или левулиновая. Чаще всего в этих целях применяется бензойная кислота. Соединение никотина в форме свободного основания с кислотой снижает рН, что позволяет обеспечить более высокий уровень никотина, не вызывая раздражения горла. Считается, что соли никотина повышают уровень и скорость поступления никотина в организм потребителя.
Скорость поступления солей никотина в организм близка к скорости поступления никотина из традиционных сигарет. Соли никотина менее резкие и менее горькие, и, как следствие, жидкости, содержащие соли никотина, употреблять легче даже при высоких концентрациях никотина. Традиционные сигареты обеспечивают высокий уровень никотина, но курение даёт неприятный привкус. Pod-моды, в свою очередь, способны обеспечивать высокий уровень никотина без негативных последствий курения.

## Питание

### Устройства с настраиваемым напряжением и мощностью
Существуют устройства с переменной мощностью, переменным напряжением и обеими этими опциями сразу. Устройства с переменной мощностью и/или напряжением оснащены электронным чипом, позволяющим пользователю регулировать мощность, подаваемую на нагревательный элемент. Мощность, подаваемая на спираль, влияет на выделяемое тепло, тем самым изменяя выход пара. Большее количество тепла от спирали увеличивает выработку пара. Устройства с переменной мощностью способны отслеживать сопротивление спирали и автоматически регулировать напряжение, чтобы подать на катушку заданный пользователем уровень мощности. Новейшие устройства могут выдавать до 8V.
Такие моды обычно имеют прямоугольную форму, но могут быть и цилиндрическими. Обычно у них есть экран для отображения такой информации, как напряжение, мощность и сопротивление спирали. Чтобы изменить настройки, увеличить или уменьшить мощность, пользователь нажимает на кнопки или поворачивает диск. У некоторых из этих устройств есть меню с дополнительными функциями, например: измерение сопротивления атомайзера, остаточное напряжение батареи, счетчик затяжек, отключение или блокировка питания. Источник питания — важнейший компонент электронной сигареты, в его роли часто выступает перезаряжаемый литий-ионный аккумулятор.
Небольшие устройства содержат батареи меньшего размера, их легче носить с собой, но обычно они требуют более частой подзарядки. В электронных сигаретах используются как перезаряжаемые, так и неперезаряжаемые штатные аккумуляторы, а также сменные батареи, которые могут быть как перезаряжаемыми, так и неперезаряжаемыми. Некоторые компании предлагают портативные зарядные устройства для подзарядки электронных сигарет. В качестве источника питания для электронных сигарет используются никель-кадмиевые (NiCd), никель-металлогидридные (NiMH), литий-ионные (Li-ion), щелочные и литий-полимерные (LiPo) и литий-марганцевые (LiMn) аккумуляторы.

#### Устройства с температурным контролем
Устройства с температурным контролем (термоконтролем) позволяют пользователю устанавливать максимальную температуру, до которой будет нагреваться спираль. При нагревании спирали происходит предсказуемое изменение её сопротивления. Динамика изменения сопротивления различается для разных типов проволоки, она должна иметь высокий температурный коэффициент сопротивления. Контроль температуры осуществляется путем замера изменения сопротивления. Напряжение, подаваемое на спираль, регулируется в соответствии с этим замером.
Спирали для устройств с термоконтролем часто делаются из никеля, титана, железоникелевых сплавов и определённых марок нержавеющей стали. Самый распространённый материал из используемых в электронных сигаретах, кантал (фехраль), не годится для этих целей, поскольку имеет стабильное сопротивление независимо от температуры спирали. Первым материалом, применявшимся в устройствах с термоконтролем, был никель, поскольку он имеет самый высокий температурный коэффициент среди распространённых металлов.
Желаемую температуру можно устанавливать в градусах Цельсия или Фаренгейта. В устройствах с термоконтролем применяются управляющие платы DNA40 от компании Evolv и SX350J от YiHi. Температурный контроль может предотвратить возгорание сухого фитиля и перегрев жидкости Temperature control can stop dry wicks from burning, or e-liquid overheating..

### Механические устройства
Механические персональные испарители, также называемые механическими модами или сокращенно — мехмодами, — это устройства без микросхем, электронной защиты аккумулятора и средств регулирования напряжения. Они активируются простым выключателем. Они нацелены на передачу естественного выходного напряжения батареи, а металл, из которого изготовлен их корпус, часто выполняет функцию проводника в составе их электросхемы.
Термин «мод» произошёл от слова «модификация». Пользователи часто модифицировали существующие устройства для повышения производительности и в качестве альтернативы электронным сигаретам, которые были похожи на традиционные. Иногда для применения в качестве батарейных блоков для питания атомайзеров модифицируются и другие устройства, например фонарики. Термин «мод» часто используется для описания любых персональных испарителей.
Механические моды не имеют средств регулирования мощности и защиты от электрических неполадок. В связи с этим пользователь сам должен следить за тем, чтобы аккумулятор не разряжался ниже определённого порога и чтобы сопротивление атомайзера не требовало силы тока, угрожающей безопасности аккумулятора.

## Жидкость для электронных сигарет

### Состав
Жидкость для электронных сигарет, вейп-сок, джус, микстура, жидкость для заправки вейпа, жидкость для парения, «жижа для вейпа» ‒ это смесь, используемая в изделиях для вейпинга, включая электронные сигареты. Во многих странах рынок электронных сигарет не регулируются, и состав жидкости может меняться в широких пределах. Из-за быстрого роста рынка и частых изменений в конструкциях производства электронных сигарет составы жидкостей для электронных сигарет сильно различаются. Содержание в жидкостях добавок, таких как никотин и ароматизаторы, варьируется в зависимости от бренда. Выпускается множество разновидностей жидкости для электронных сигарет с различной концентрацией никотина и различными вкусами.
Основные ингредиенты жидкости — пропиленгликоль, глицерин и ароматизаторы; чаще всего в ней также содержится никотин в жидкой форме. Жидкость для электронных сигарет обычно на 95 % состоит из пропиленгликоля и глицерина, а остальные 5 % составляют ароматизаторы, никотин и другие добавки. В качестве растворителей чаще всего используются пропиленгликоль и глицерин. В ароматизаторах могут содержаться ментол, сахара, сложные эфиры и пиразины.
Среди применяемых вкусовые компонентов — цинеол, камфора, метилсалицилат, пулегон, этилсалицилат, коричный альдегид, эвгенол, дифениловый эфир, кумарин, диацетил, ацетоин, ацетилпропионил, циклогексанон, бензойный альдегид, крезол, бутаналь и изоамилацетат. Для придания жидкостям сладкого вкуса часто используются сахара. Диацетил, ацетоин и ацетилпропионил используются для придания маслянистого вкуса. Камфора и циклогексанон — для придания вкуса мяты. Бензойный альдегид — для придания вкуса вишни или миндаля. Коричный альдегид — для придания вкуса корицы. Крезол — для придания привкуса кожи или лекарственных растений.
Бутаналь — для придания вкуса шоколада. Изоамилацетат — для придания вкуса банана. Жидкости, в названии или описании которых содержатся слова «кофе», «чай», «шоколад» или «энергетический напиток», как правило, содержат кофеин, но в значительно меньших количествах, чем в соответствующих пищевых продуктах. Существуют жидкости с содержанием витаминов и ароматизаторами марихуаны. Встречаются электронные сигареты (моды), позволяющие использовать для испарения не только жидкости, но и натуральные травы, масла и фрукты. Есть и устройства двойного назначения, позволяющие использовать как концентраты ТГК, так и обычные жидкости путем замены картриджей.
Жидкость необязательно содержит никотин, но более 90 % вариантов содержат его в определённой концентрации. В качестве основы жидкости чаще всего применяется пропиленгликоль с добавлением глицерина или без него. Также встречаются жидкости без пропиленгликоля, в их основе глицерин и вода. Бывают жидкости без пропиленгликоля, никотина и ароматизаторов. Предлагаются и жидкости с содержанием ТГК и других каннабиноидов. Отдельные разновидности жидкостей содержат небольшое количество алкоголя. Количество алкоголя в жидкостях различно, известны случаи, когда он входил в их состав без указания в качестве ингредиента.
Нет уверенности в том, что жидкости для электронных сигарет производятся с использованием никотина, соответствующего требованиям фармакопеи США, экстракта натурального табака (табачной пыли) или синтетического никотина. Большинство жидкостей для электронных сигарет содержат никотин, его уровень варьирует в зависимости от предпочтений пользователя и производителей. Некоторые жидкости не содержат никотина, но опросы показывают, что 97 % респондентов предпочитают жидкости с никотином. Около 3,5 % пользователей выбирают жидкости без никотина. Средний потребитель электронных сигарет использует около трёх разновидностей жидкости по вкусу. Исследование, проведённое в 2016 году, показало, что в жидкостях для электронных сигарет содержались измеримые количества мышьяка, никеля и других металлов.
В жидкостях было обнаружено более 80 химических веществ, в том числе формальдегид и наночастицы металлов. Согласно обзору от 2017 года, жидкости для электронных сигарет обычно содержат никотин, пропиленгликоль, глицерин, 1,3-бутандиол, 1,3-пропандиол, этиленгликоль, ментол, сафрол, этилванилин, камфору, α-туйон, кумарин и диэтиленгликоль. В жидкостях может содержаться целый ряд токсичных веществ и примесей. Исследование, проведённое в 2013 году, показало, что содержание примесей в тестируемых жидкостях в пять раз превышало верхний порог допустимой концентрации. В жидкостях для электронных сигарет были обнаружены некоторые токсичные вещества, содержащихся в табачном дыме, а также канцерогены в небольшой концентрации.
В 2009 году Управление по санитарному надзору за качеством пищевых продуктов и медикаментов США (FDA) исследовало образцы картриджей с жидкостью для электронных сигарет. В них были обнаружены канцерогенные табакоспецифические N-нитрозамины (ТСНА), диэтиленгликоль (обнаружен в одном картридже), котинин, анабазин, миозмин и β-никотирин. Согласно результатам анализа FDA, ТСНА, нитрозонорникотин (ННН), 4-(метилнитрозамино)-1-(3-пиридил)-1-бутанон (ННК), N-нитрозоанабазин и нитрозоанатабазин были обнаружены в пяти образцах картриджей для электронных сигарет от двух компаний в количествах, сопоставимых со средствами никотинзаместительной терапии. ТСНА были обнаружены в широком диапазоне уровней. Также в жидкостях для электронных сигарет на разных уровнях были обнаружены следовые количества ТСНА, присутствующих в табачном дыме.
В исследовании других жидкостей для электронных сигарет, проведённом в 2013 году, диэтиленгликоль обнаружен не был. Большинство проанализированных жидкостей содержали ННН — от 0,34 до 60,08 мкг/л и ННК — от 0,22 до 9,84 мкг/Л. Управление по санитарному надзору за качеством пищевых продуктов и медикаментов США выдало предупреждения нескольким компаниям-производителям электронных сигарет за продажу картриджей и жидкостей для заправки электронных сигарет, содержащих активные фармацевтические ингредиенты, в том числе римонабант (Зимулти) для похудения и снижения зависимости от курения и тадалафил (активный ингредиент препарата Cialis) для повышения потенции. Анализы этих картриджей и жидкостей для заправки, проведённые FDA, показали наличие аминотадалафила, а не тадалафила, а также присутствие продукта окисления римонабанта наряду с самим римонабантом.
Жидкости для электронных сигарет часто содержат другие вещества, неизвестные и/или нераскрытые пользователю. Конкретное происхождение ингредиентов жидкостей часто остаётся неясным. Даже если информация о содержимом указана на упаковке, она, как правило, неполная. Загрязнение жидкостей различными соединениями — результат низкого контроля качества. Некоторое количество никотина и ТСНА было обнаружено в жидкостях, заявленных как «не содержащие никотина». Информация о содержании никотина на этикетках ряда компаний, производящих жидкости для электронных сигарет, может быть расплывчатой, неточной или отсутствовать вовсе. Были обнаружены, в частности, жидкости, содержащие небольшие количества антрацена, фенантрена, ретена и пирена. В других жидкостях были обнаружены диэтиленгликоль, этиленгликоль, углеводороды, этанол, терпены и альдегиды, в частности, формальдегид и акролеин. Диэтиленгликоль — потенциальный побочный продукт пропиленгликоля.
Исследование, проведённое в 2014 году, показало, что жидкости для электронных сигарет одного производителя содержали больше этиленгликоля, чем глицерина и пропиленгликоля, что, вероятно, случилось из-за неверных производственных процессов. Некоторые жидкости содержали остаточные количества растворителей, в том числе бутадиена, циклогексана и ацетона. Встречаются жидкости, содержащие алкалоиды табака, в том числе норникотин, анабазин и анатабин, ТСНА, такие как N-нитрозонорникотин (ННН), 4-(метилнитрозамин)-1-(3-пиридил)-1-бутанон (ННК), нитраты и фенол. Алкалоиды табака, обнаруженные в некоторых жидкостях для электронных сигарет, не были заявлены в списке ингредиентов. В жидкостях также были обнаружены небольшие количества летучих органических веществ (ЛОС), таких как бензол, толуол, ксилол и стирол. В ряде жидкостей были обнаружены диэтилфталат и диоктилфталат. Некоторые жидкости для электронных сигарет содержат «усы» олова — микроскопические кристаллы, которые образуются из олова в паяных соединениях.

### Уровни альдегидов в жидкостях для электронных сигарет
| Производитель   | Код    | Formaldehyde | Acetaldehyde | Propionaldehyde | Crotonaldehyde | Butyraldehyde | Benzaldehyde | Hexaldehyde |
| --------------- | ------ | ------------ | ------------ | --------------- | -------------- | ------------- | ------------ | ----------- |
| LOD             |        | 0.060        | 0.030        | 0.043           | 0.053          | 0.077         | 0.035        | 0.036       |
| Janty           | H60339 | 0.497        | 0.728        | 0.043           | <0.053         | <0.077        | <0.035       | <0.036      |
| Ecigexpress     | H60346 | 0.161        | 1.74         | <0.043          | <0.053         | 0.186         | 0.160        | <0.036      |
| Vapor4Life      | H60349 | 0.776        | 0.507        | 0.089           | <0.053         | 0.217         | 40.0         | <0.036      |
| Totally Wicked  | H60352 | 0.532        | 0.129        | <0.043          | <0.053         | <0.077        | 0.821        | <0.036      |
| Sedansa         | H60355 | 0.813        | 1.25         | 0.167           | <0.053         | 0.164         | <0.035       | <0.036      |
| Johnson Creek   | H60360 | 0.356        | 2.58         | 0.122           | <0.053         | <0.077        | 0.291        | <0.036      |
| TECC            | H60364 | 0.467        | 0.235        | <0.043          | <0.053         | <0.077        | 0.078        | <0.036      |
| Intellicig      | H60369 | 0.114        | 4.05         | 0.083           | <0.053         | <0.077        | 0.581        | <0.036      |
| e-cigarettes.fr | H60370 | 0.257        | 0.413        | <0.043          | <0.053         | <0.077        | 0.104        | 0.068       |
| CigLib          | H60373 | 0.274        | 0.421        | <0.043          | <0.053         | <0.077        | 0.035        | 0.089       |
| V2 Cigs         | H60374 | 0.411        | 0.332        | 0.045           | <0.053         | <0.077        | 0.146        | 0.115       |
| e-liquide.com   | H60375 | 9.00         | 3.14         | <0.043          | <0.053         | <0.077        | 0.145        | 0.100       |
| Tasty Vapor     | H60376 | 3.52         | 2.37         | <0.043          | <0.053         | <0.077        | 305          | 0.532       |
| e-cig.com       | H60379 | 0.226        | 0.393        | 0.047           | <0.053         | <0.077        | 0.062        | 0.132       |

∗В исследовании, проведённом в 2013 году, был проанализирован состав 42 флаконов жидкостей для электронных сигарет.

### Состав
Жидкость для электронных сигарет продается во флаконах, одноразовых картриджах, заполненных на заводе, или в виде наборов для самостоятельного приготовления. Жидкости предлагаются с содержанием различных табачных, фруктовых и других ароматизаторов, а также с различной концентрацией никотина (включая версии без никотина). Для обозначения концентрации никотина на этикетках часто используется стандартное обозначение «мг/мл», иногда оно сокращается до «мг». Некоторые ароматизаторы напоминают вкус традиционных сигарет, например табачные и ментолово-табачные. Взрослые потребители чаще предпочитают сладкие вкусы (хотя курильщикам больше всего нравятся табачные вкусы), реже – горькие и резкие вкусы. Молодые люди, как правило, выбирают сладкие, ментоловые и вишневые вкусы, а некурящие чаще отдают предпочтение кофейным и ментоловым вкусам.
Как показали опросы постоянных пользователей электронных сигарет, содержание никотина в самых популярных жидкостях составляло 18 мг/мл, а наиболее популярные вкусы – табак, мята и фрукты. Мужчины, как правило, предпочитают ароматизаторы с табаком, в то время как женщины склонны выбирать шоколадные и сладкие ароматизаторы. Согласно опросу, проведённому в Великобритании в 2017 году, предпочитаемыми вкусами среди постоянных пользователей электронных сигарет были фрукты, табак и ментол/мята. Опрос также показал, что 2,6% постоянных пользователей электронных сигарет использовали жидкость без ароматизаторов. Исследование 2013 года, в котором приняли участие 33 страны, показало, что только 1% взрослых курильщиков использовали исключительно электронные сигареты без никотина. Один картридж может содержать от 0 до 20 мг никотина.
Жидкости для самостоятельной заправки электронных сигарет чаще всего продаются в емкостях размеров от 15 до 30 мл. Жидкости часто продаются во флаконах с пипетками. Один картридж обычно используется на протяжении времени, аналогичного тому, за которое пользователь выкуривает одну пачку сигарет. В жидкости для заправки электронных сигарет может содержаться до 100 мг/мл никотина – в таком случае её необходимо разбавить перед использованием. Некоторые пользователи предпочитают готовить жидкости самостоятельно – вероятно, из соображений экономии и из-за тяги к экспериментам. Небольшой процент продаваемых жидкостей не содержит ароматизаторов. Ароматизаторы могут быть натуральными или искусственными. В продаже встречается также сертифицированная органическая жидкость для электронных сигарет. В 2014 году на рынке существовало около 8 000 вкусов. В 2018 году предлагалось более 15 500 вкусов.
Пользователи редко используют весь картридж за один сеанс. Большинство жидкостей производятся узким кругом компаний из Китая, США и Европы. Пользователь электронной сигареты обычно делает от 300 до 500 затяжек на миллилитр жидкости. Опрос, проведённый в 2017 году, показал, что 62,2% респондентов, которые пользуются электронными сигаретами ежедневно, употребляют менее 4 мл жидкости в день, а 1,5% – более 10 мл в день. 18,1% респондентов не смогли указать количество потребляемой ими жидкости для электронных сигарет.

### Производство
Жидкости для электронных сигарет производятся многими компаниями в США и других странах мира. Высококлассные производители имеют в распоряжении сертифицированные чистые помещения с фильтрацией воздуха, аналогичной производственным помещениям фармацевтического класса, а также снабжают свой персонал лабораторной спецодеждой, перчатками, головными уборами.

### Стандарты
Требования Управления по санитарному надзору за качеством пищевых продуктов и медикаментов США (FDA) к производству жидкостей для электронных сигарет включают следующее: предоставление информации о пользовательских сборах, оплата пользовательских сборов, регистрация предприятия и предоставление списка продуктов, включая маркировку и рекламу, предоставление медицинских документов, предоставление списка ингредиентов, помещение обязательных предупреждений на упаковках и рекламе, указание количества вредных и потенциально опасных компонентов, подача заявки на табачное изделие с модифицированным риском. Пересмотренная Директива ЕС о табачных изделиях вводит ряд стандартов для жидкостей.
Определённые отраслевые стандарты были также разработаны и опубликованы Американской ассоциацией стандартов производства жидкостей для электронных сигарет (AEMSA) – это торговая ассоциация, занимающаяся созданием ответственных и устойчивых стандартов для безопасного производства жидкостей, используемых в испарительных изделиях. AEMSA опубликовала полный список стандартов и известных методик, которые открыто доступны для использования любым производителем жидкостей. Стандарты AEMSA охватывают вопросы никотина, ингредиентов, санитарных условий для производственных помещений, безопасной упаковки, возрастных ограничений и маркировки. Согласно рекомендациям AEMSA, уровень никотина в жидкостях должен находиться в пределах ± 10% от уровня, указанного на этикетке.

### Количество потребляемого никотина
При выкуривании традиционной сигареты выделяется от 0,5 до 1,5 мг никотина, но содержание никотина в сигарете лишь незначительно коррелирует с уровнем никотина в крови курильщика. Количество никотина в аэрозоле электронной сигареты сильно варьируется и от затяжки к затяжке, и между разными устройствами, производимыми одной и той же компанией. На практике у пользователей электронных сигарет концентрация никотина в крови, как правило, ниже, чем у курильщиков, особенно если они неопытны или используют устройства первого поколения. Никотин, содержащийся в сигаретном дыме, быстро всасывается в кровь: аэрозоль, производимый электронными сигаретами, действует в этом отношении относительно медленно.
Электронные сигареты обычно выдают меньшее количество никотина за затяжку, чем традиционные. Жидкости для электронных сигарет содержат никотин в различной концентрации — от 0 до 36 мг/мл. В среднем традиционная сигарета содержит 6-28 мг никотина. В организм попадет от 1,1 до 1,8 мг никотина, если пользователь выкурит только часть сигареты. Электронная же сигарета в среднем содержит 0,5-15,4 мг никотина из расчета 15 затяжек. На практике концентрация никотина в жидкости для электронных сигарет не является надёжным показателем количества никотина, попадающего в кровоток.

## Список использованной литературы
- McNeill, A; Brose, LS; Calder, R; Bauld, L; Robson, D (February 2018). «Evidence review of e-cigarettes and heated tobacco products 2018» (PDF). UK: Public Health England. pp. 1-243.
- Stratton, Kathleen; Kwan, Leslie Y.; Eaton, David L. (January 2018). Stratton, Kathleen; Kwan, Leslie Y.; Eaton, David L. (eds.). Public Health Consequences of E-Cigarettes (PDF). National Academies of Sciences, Engineering, and Medicine. National Academies Press. pp. 1-774. doi:10.17226/24952. ISBN 978-0-309-46834-3. PMID 29894118.
- McNeill, A; Brose, LS; Calder, R; Hitchman, SC; Hajek, P; McRobbie, H (August 2015). «E-cigarettes: an evidence update» (PDF). UK: Public Health England. pp. 1-113.
- Weingarten, A (March 2018). «Welcome to the World of Sub-Ohm Vaping» USA: Industry Trades